# Ana Sofia Antunes
Ana Sofia Antunes (Lisboa, 1981) é uma política portuguesa que, ao ocupar o cargo governamental de Secretária de Estado para a Inclusão das Pessoas com Deficiência, de 2015 a 2024, tornou-se na primeira governante cega do governo português.      

## Biografia
Ana Sofia Antunes nasceu na capital portuguesa, no dia 11 de Agosto de 1981, com cegueira congénita. 
Licenciada em Direito na Faculdade de Direito da Universidade de Lisboa, foi admitida na Ordem dos Advogados após o estágio. 
Em 2007, foi convidada a trabalhar como assessora jurídica do vereador da mobilidade na Câmara Municipal de Lisboa, onde permaneceu até transitar para a Empresa Municipal de Mobilidade e Estacionamento de Lisboa (EMEL), em 2013. Durante este período coordenou a elaboração do Plano de Acessibilidade Pedonal de Lisboa. 
Entre 2013 e 2015, exerceu o cargo de presidente da Associação dos Cegos e Amblíopes de Portugal (ACAPO). 
Nas eleições legislativas portuguesas de 2015, foi candidata na lista do Partido Socialista (PS) por Lisboa, a deputada na Assembleia da República. Décima nona na lista, pensava-se que seria eleita, mas o PS só conseguiu conquistar 18 lugares.  Em vez disso, foi nomeada pelo primeiro-ministro, António Costa, para ser secretária de Estado para a Inclusão das Pessoas com Deficiência. 
Nas eleições de 2022, quando o PS conquistou a maioria absoluta, ela era a 14ª cabeça de lista do PS por Lisboa e foi facilmente eleita, já que o PS conquistou 21 lugares, tendo sido novamente nomeada Secretária de Estado da Inclusão.  Dois anos mais tarde, nas eleições de Março de 2024, após as quais o PS deixou de formar governo, foi eleita para a Assembleia da República como deputada do PS pelo círculo eleitoral de Leiria.

## Resultados eleitorais

### Eleições legislativas
| Data | Partido      | Partido | Circulo eleitoral | Posição      | Cl.     | Votos          | %              | +/-    | Status                           | Notas                                                        | Ref    |
| ---- | ------------ | ------- | ----------------- | ------------ | ------- | -------------- | -------------- | ------ | -------------------------------- | ------------------------------------------------------------ | ------ |
| 2015 |              | PS      | Lisboa            | 19.ª (em 47) | 2.º     | 386 354        | 33,54 / 100,00 |        | Não eleita                       | Secretária de Estado da Inclusão das Pessoas com Deficiência | [ 12 ] |
| 2019 | 14.ª (em 48) | PS      | Lisboa            | 1.º          | 404 677 | 36,74 / 100,00 | 2,02           | Eleita | [ 13 ]                           | Secretária de Estado da Inclusão das Pessoas com Deficiência |        |
| 2022 | 14.ª (em 48) | PS      | Lisboa            | 1.º          | 482 606 | 40,83 / 100,00 | 4,09           | Eleita | Secretária de Estado da Inclusão | [ 14 ]                                                       |        |
| 2024 | Leiria       | PS      | 2.ª (em 10)       | 2.º          | 61 535  | 22,50 / 100,00 |                | Eleita |                                  | [ 15 ]                                                       |        |

### Eleições autárquicas

#### Câmara Municipal
| Data | Partido | Partido           | Concelho | Posição      | Cl. | Votos   | %              | +/- | Status     | Notas                           | Ref    |
| ---- | ------- | ----------------- | -------- | ------------ | --- | ------- | -------------- | --- | ---------- | ------------------------------- | ------ |
| 2007 |         | Grupo de Cidadãos | Lisboa   | 8.ª (em 17)  | 4.º | 19 740  | 10,26 / 100,00 |     | Não eleita | Movimento "Cidadãos por Lisboa" | [ 16 ] |
| 2013 |         | PS                | Lisboa   | 26.ª (em 17) | 1.º | 116 425 | 50,91 / 100,00 |     | Não eleita |                                 | [ 17 ] |

#### Assembleia Municipal
| Data | Partido | Partido | Concelho    | Posição      | Cl.   | Votos          | %              | +/-    | Status | Notas  | Ref    |
| ---- | ------- | ------- | ----------- | ------------ | ----- | -------------- | -------------- | ------ | ------ | ------ | ------ |
| 2009 |         | PS      | Lisboa      | 23.ª (em 54) | 1.º   | 110 243        | 39,35 / 100,00 |        | Eleita |        | [ 18 ] |
| 2017 | Arganil | PS      | 1.ª (em 21) | 2.º          | 3 018 | 42,14 / 100,00 |                | Eleita |        | [ 19 ] |        |